# Anna Porphyrogenitus
Anna Porphyrogenitus (Russisch: Анна Византийская) (13 maart 963 – 1011) was de dochter van de Oost-Romeinse keizer Romanos II uit het Macedonische Huis en zijn tweede vrouw Theophano. "Porphyrogenitus" betekent zoveel als "in het purper geborene" waarmee wordt aangeduid dat haar vader ten tijde van haar geboorte regeerde over het Oost-Romeinse Rijk. Ze huwde met de later heilig verklaarde, tot het christendom overgegane, groothertog Vladimir van Kiev.
Over de familieverhoudingen is veel onduidelijk, misschien was zij de moeder van Jaroslav de Wijze.  
Het huwelijk had een politiek karakter. Het bracht Rusland en Byzantium dynastiek, politiek en religieus dichter bij elkaar. De Russen gingen hun land na de val van Byzantium beschouwen als het "Derde Rome". 